# Analgezja kontrolowana przez pacjenta
Analgezja kontrolowana przez pacjenta (ang. Patient-controlled analgesia, PCA) – leczenie bólu kontrolowane przez pacjenta.
Najczęściej odnosi się do sposobu kontrolowania bólu podczas pobytu pacjenta na oddziale szpitalnym dzięki zastosowaniu automatycznych strzykawek podających dożylnie środki przeciwbólowe (najczęściej opiaty).
System składa się z automatycznej, odpowiednio zaprogramowanej strzykawki podłączonej do wenflonu oraz dużego i łatwego w użyciu guzika sterującego, który jest "pod ręką" pacjenta. Za każdym razem kiedy pacjent czuje, że ból narasta, naciska przycisk i dostaje dawkę leku jeśli jest ona dostępna. Urządzenie jest tak zaprogramowane, aby pacjent za każdym razem gdy naciska przycisk dostawał taką samą dawkę leku, ale jednocześnie tak, aby nie przekroczył bezpiecznych ilości leku – bardzo małe ryzyko przedawkowania. System rejestruje każde naciśnięcie guzika – również te bez podania leku, a więc można łatwo sprawdzić zapotrzebowanie pacjenta na lek. 

## Zalety
- Pacjent dostaje dokładnie takie ilości leku przeciwbólowego jakie potrzebuje.
- Pacjent nie wymaga (i nie musi czekać) pomocy personelu za każdym razem gdy potrzebuje leku.
- Spada możliwość pomyłki podania nieodpowiedniego leku nieodpowiedniemu pacjentowi – lek nabiera się tylko raz do dużej strzykawki
- Niektórzy pacjenci są bardzo zadowoleni z możliwości aktywnego uczestnictwa w swoim leczeniu.

## Wady
- Konieczność współpracy pacjenta - zdolny fizycznie i psychicznie do używania urządzenia (konieczne jest dokładne poinformowanie pacjenta o zasadzie działania systemu tak aby czuł się bezpiecznie i pewnie podczas leczenia)
- Cena automatycznych strzykawek
- Możliwość złego działania strzykawki
- Nieprawidłowe zaprogramowanie strzykawki – najczęściej zbyt mała całkowita dawka leku dostępna dla pacjenta przez co leczenie może być  nieskuteczne